# Bertine Zetlitz
Den norske singer-songwriter Bertine Zetlitz udgav i november 2004 sit 4. album ”Rollerskating”. Første udspil fra albummet var nummeret ”Fake your beauty”. Siden er det blevet til yderligere 2 albums – "My Italian Greyhound" i 2006, samt opsamlingsalbummet "In My Mind" fra 2007. Største hit til dato er singlen "Girl Like You" fra 2003 albummet "Sweet Injections".
”Rollerskating” er indspillet i London, og Bertine’s egen beskrivelse af albummet er ”modern dance”. Inspirationen er klar: Madonna, Pet Shop Boys, Prince og Kylie Minogue, og albummet er produceret af Fredrik Ball, som har arbejdet på Suede-forsangeren Brett Anderson’s soloprojekt.
Bertine Zetlitz (f. 1975) startede sin musikalske rejse tidligt og har en baggrund i det klassiske. Siden begyndte hun at fokusere på at blive singer/ songwriter og inspireret af Tracy Chapman’s musik, blev Bertine’s musikalske horisont hurtigt bredere og specielt Annie Lennox havde og har stor indflydelse på den norske sangerindes musik.
I 1998 kom debuten ”Morbid Late Night Show” efterfulgt af ”Beautiful So Far” (2000), som var produceret af Tore Johansson (Cardigans). I 2003 kom ”Sweet Injections” produceret af Howie B, Magnus Fiennes (All Saints, Morcheeba) og electronica master-mind Richard X (Sugababes).
Bertine’s musik er ikke gået upåagtet hen i Norge, og i 1998 vandt hun Spellemannprisen for Bedste Debutalbum og Bedste Pop Album og siden 2 Hitawards i hhv. 1998 og 2000 for Bedste Kvindelige Kunstner.